# 컨트롤 (비디오 게임)
《컨트롤》(Control)은 레미디 엔터테인먼트가 개발하고 505 게임스가 배급한 액션 어드벤처 비디오 게임이다. 이 게임은 현실법을 위반하는 현상을 방지하고 연구하는 미국의 비밀 정부 기관인 FBC(Federal Bureau of Control)가 등장한다. 컨트롤은 2019년 8월 27일 마이크로소프트 윈도우, 플레이스테이션 4, 엑스박스 원용으로 출시되었다.

## 게임플레이
컨트롤은 3인칭 시점에서 플레이되며 레미디의 자체 노스라이트(Northlight) 엔진(레미디의 이전 타이틀 퀀텀 브레이크에 처음 사용된 엔진)을 사용하여 개발되었다.

## 평가
컨트롤은 리뷰 애그리게이터 메타크리틱에 따르면 긍정적인 평가를 받았다.